# Kanifing
Kanifing (Schreibvariante: Kanifeng) ist ein Ortsteil der Gemeinde Kanifing (englisch Kanifing Municipal) im westafrikanischen Staat Gambia.
Der Ortsteil liegt im Zentrum der Gemeinde und gehört zum Ort Serekunda. Bei der Volkszählung von 1993 wurde Kanifing nicht als eigener Ort gelistet. Kanifing ist Standort der 1998 gegründeten Universität von Gambia.

## Geographie
Bakau New Town (bzw. Fajara), ein Ortsteil von Bakau, liegt benachbart im Norden und Nordosten, die Grenze ist definiert durch den Bertil Harding Highway, der östlicher Richtung verläuft. Zum Teil wird ein Gebiet südlich des Bertil Harding Highway noch zu Fajara gezählt. Im Osten liegt Old Jeshwang, der Jimpex Road stellt hier die Grenze zwischen den beiden Ortsteilen dar. Im Süden ist Kanifing durch den Banjul-Serekunda Highway begrenzt, südlich liegt New Jeshwang. Der Ortsteil Latri Kunda liegt benachbart im Westen, die Grenze ist definiert durch die Kairaba Avenue, die von Nordwest in südöstlicher Richtung verläuft.

## Wirtschaft
In Kanifing und Old Jeshwang ist das Zentrum der Industrie und Wirtschaft von Gambia, zahlreiche Betriebe wie zum Beispiel die Banjul Breweries haben hier ihren Sitz. Auch die Fernsehanstalt von Gambia, die Gambia Radio & Television Services hat hier ihren Sitz mit dem Studio. In Kanifing findet man zum Beispiel Baustoffhändler und Autohändler.